# Palazzo Piccolomini

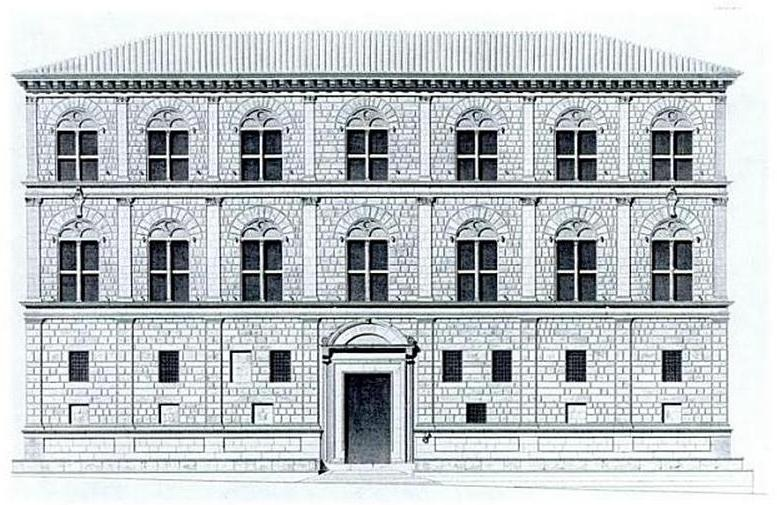
Il Palazzo Piccolomini in un rilievo ottocentesco

Palazzo Piccolomini si trova nel centro di Pienza, accanto al Duomo.

## Storia
Il palazzo, detto anche Pontificio, venne commissionato da Enea Piccolomini, ovvero papa Pio II, a Bernardo Rossellino, nell'ambito del progetto della ricostruzione di Pienza come città ideale. Progettato nella seconda metà del XV secolo (dopo il 1459), per la sua realizzazione il Rossellino si ispirò al Palazzo Rucellai di Firenze, opera del suo maestro Leon Battista Alberti. Il palazzo è uno dei primissimi esempi di architettura rinascimentale.
In tempi recenti, il palazzo è stato utilizzato anche come set cinematografico per diverse scene dei film L'arcidiavolo con Vittorio Gassman, Le piacevoli notti sempre con Gassman e Ugo Tognazzi e per Romeo e Giulietta di Zeffirelli. Nella serie tv I Medici molte scene sono state girate nel palazzo e nella piazza antistante.

## Descrizione
Il palazzo è a pianta quadrata, sviluppato su tre piani, realizzato in pietra viva lavorata finemente in un leggero bugnato, dal basso fino alla sommità. Al piano terra c'è un portone che si affaccia sul cortile centrale, al primo e secondo piano presenta due ordini di finestre di notevole ampiezza, equidistanti l'una dall'altra, con lesene e profilature con i conci sporgenti.
Ciascuna finestra è divisa in due parti da una sottile colonna. Al di sotto delle finestre, come ad evidenziare i solai interni, una cornice corre gli angoli e tra alcune finestre fanno bella mostra gli stemmi di famiglia, in pietra, con le insegne apostoliche in oro e argento. Sulla facciata nord si trova il grandissimo portale che costituisce l'entrata principale del palazzo.
All'interno il palazzo racchiude una corte anch'essa rettangolare con un loggiato sostenuto da colonne di pietra.

## Il giardino
Il giardino, che occupa lo spazio nel lato sud dell'edificio, è piccolo, ma rappresenta una parte integrante del progetto.
La piccola area terrazzata domina l'intera Val d'Orcia, mantenendo, nonostante recenti elaborazioni, le caratteristiche proprie dei giardini del Rinascimento. È circondato su tre lati da alti muri in pietra ricoperti d'edera, mentre sul lato prospiciente al Palazzo è delimitato da una loggia a tre ordini d'arcate. Un elaborato sistema di condotti di scolo impedisce che l'acqua piovana penetri negli ambienti sottostanti coperti da volte, al cui interno erano un tempo ricavate le stalle. 
Le aiuole di forma rettangolare, circondate da doppie siepi di bosso potate, delimitano due viottoli ricoperti di ghiaia, che s'incrociano perpendicolarmente. Nel loro punto d'incontro è posta una fontana, mentre nei quattro angoli d'ogni aiuola sono piantati alberi d'alloro a forma d'ombrello. 
Alcune aiuole rettangolari decorate con alberi da frutto e cespugli fioriti si trovano lungo i muri perimetrali. Un grande pozzo ottagonale decorato con la mezzaluna, le chiavi e la tiara dello stemma Piccolomini e una fontana ornata con ghirlande di frutti, sono i due elementi scultorei presenti nel giardino risalenti alla fine del Quattrocento. Il panorama della Val d'Orcia, che si può ammirare dalle tre arcate che si aprono sul muro di fondo, assume un ruolo primario nell'ideazione di questo giardino, che diventa luogo d'incontro tra architettura e natura. 

## Galleria d'immagini

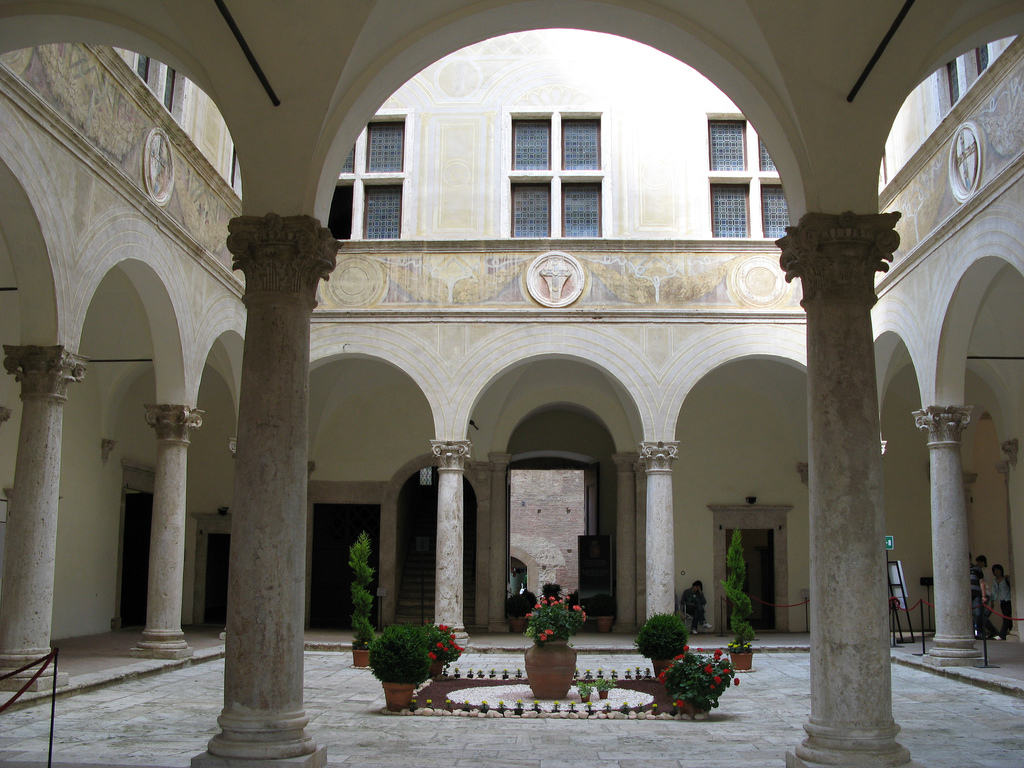
Il cortile
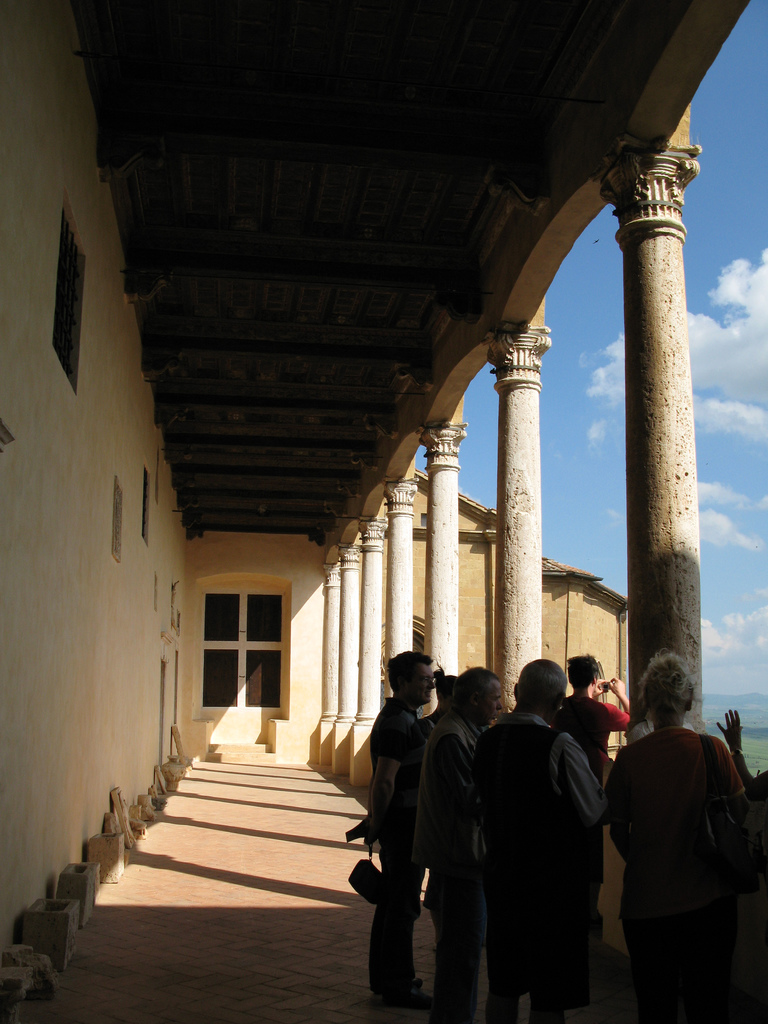
La loggetta
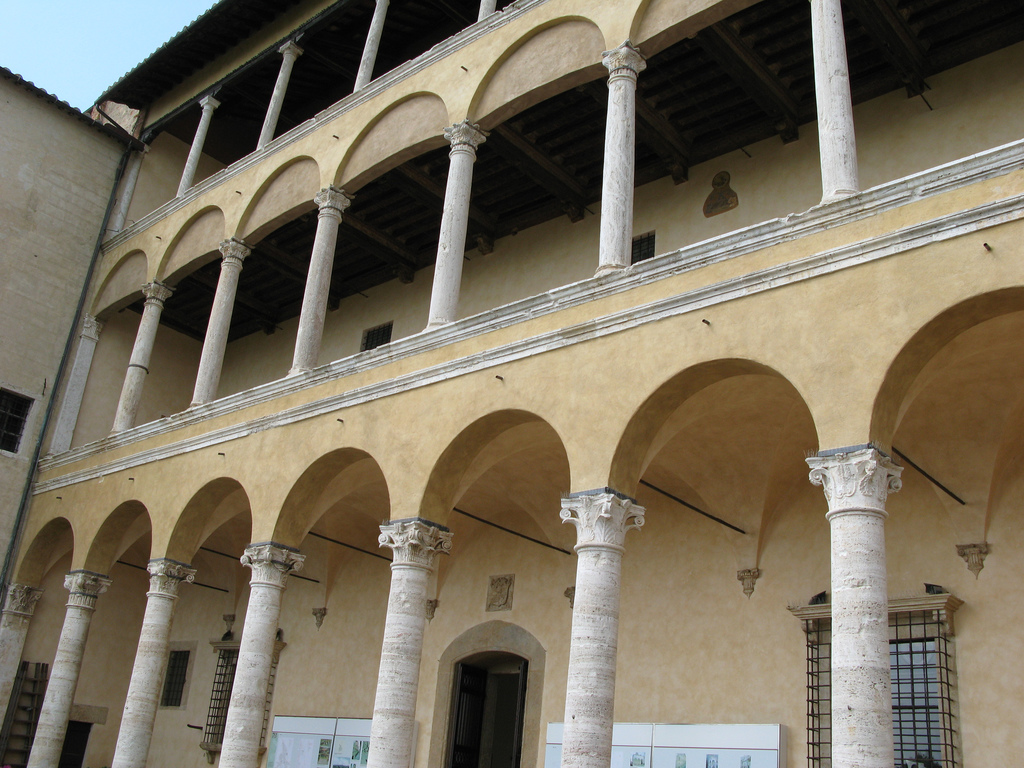
La facciata sul giardino
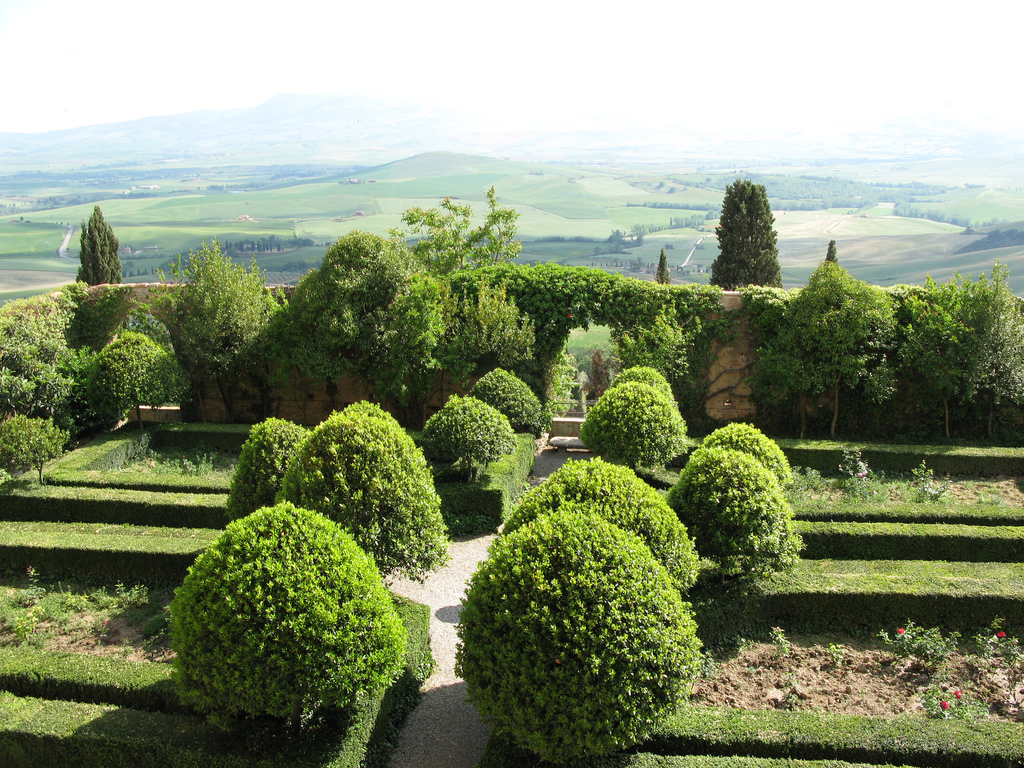
Il giardino
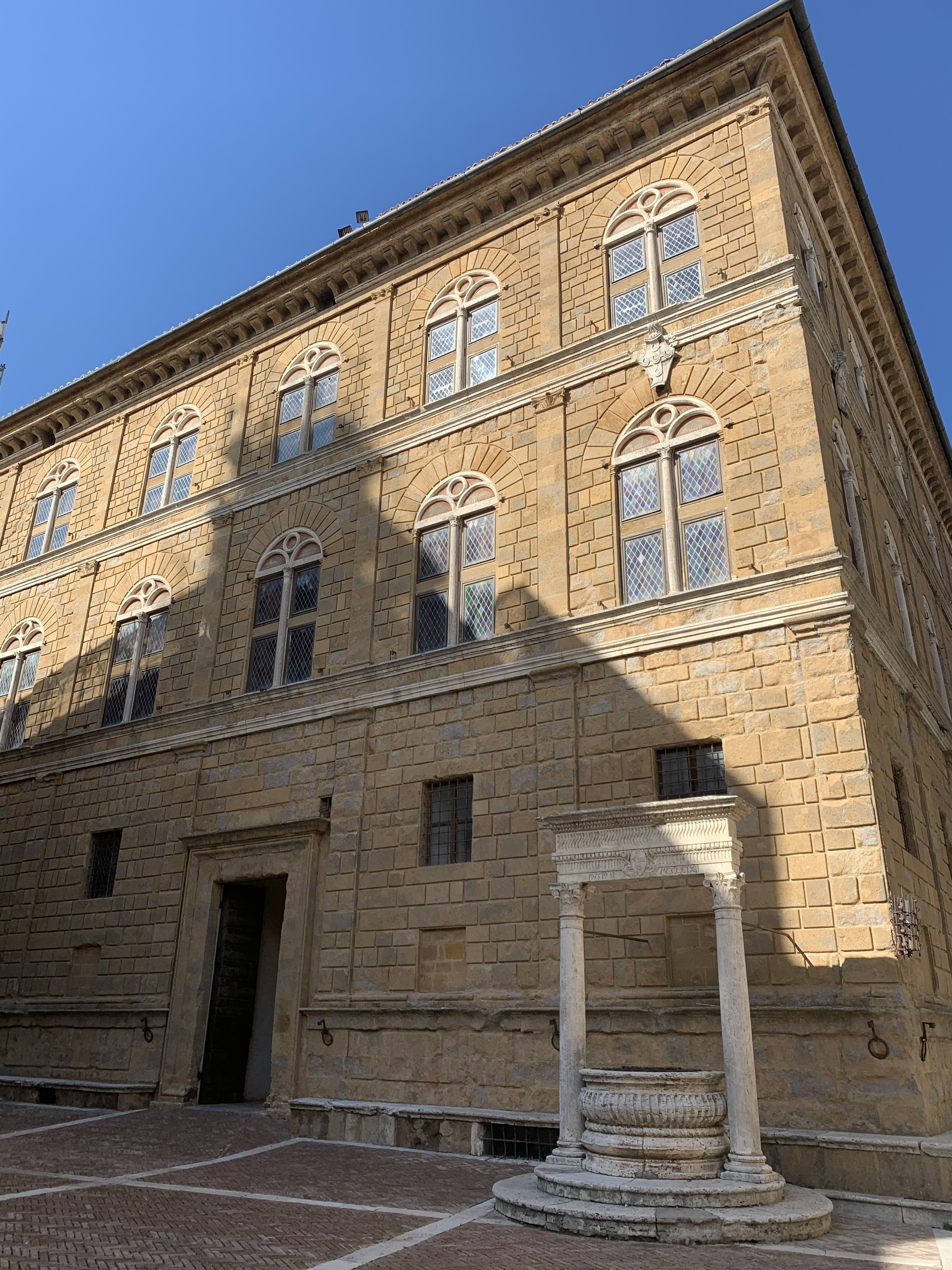
Il pozzo posto davanti a Palazzo Piccolomini